# Storm Bell
The Storm Bell war der Name einer feministischen Zeitschrift herausgegeben von  Josephine Elizabeth Butler.
Die Zeitschrift war Organ des  Ladies’ National Association for the Abolition of the State Regulation of Vice und kämpfte mit Themen wie „Periodicals, Sex, Hygiene, Public Health, Morality, Gender, Imperialism“ gegen den Contagious Disease Act.
In der Zeit von 1898 bis 1900 wurden 24 Ausgaben herausgegeben.